# Star Media Group (Туреччина)
Стар Медіа Груп (Стар Медіа  стар Медя Yayıncılık А. Ş.) турецька медіа-компанія. Компанія має у своєму володінні також газету і телевізійну станцію Канал 24.
Компанія заснована Ахметом Озалом і Джемом Узаном який  раніше був частиною Узан групи. У 2004 році зірка була захоплена турецьким урядом, разом з іншими активами Узан групи. Цей документ був переведений в TMSF, а потім проданий кілька разів. Тепер він знову частина Стар Медіа-група, яка була придбана Ф. Таминдже від Етхем Санкак в 2009 році, з Tevhit Каракая придбання 50% в 2010 році.
У травні 2013 року 50% з групи продано Азербайджану ДНКАР нафтової компанії.